# Andrzej Hauptman
Andrzej Hauptman (ur. 9 października 1946 w Zabrzu, zm. 29 marca 1998 w Zabrzu) – duchowny ewangelicki. W latach 1979–1988 proboszcz parafii w Zabrzu. Prezes Synodu Kościoła Ewangelicko-Augsburskiego w latach 1995–1998.

## Życiorys
Syn zwierzchnika diecezji katowickiej ks. seniora Alfreda Hauptmana. Studiował teologię na Chrześcijańskiej Akademii Teologicznej w Warszawie. 23 listopada 1969 w zabrzańskim kościele został ordynowany na duchownego przez ks. bp. Andrzeja Wantułę. W latach 1977–1978 pełnił funkcje duszpasterza polskich ewangelickich parafii w Londynie, zaś w latach 1989-1991 opiekował się Polakami w Berlinie.
Całe życie związany był z Parafią Ewangelicko-Augsburską w Zabrzu. Od 1979 roku był drugim proboszczem tej parafii, zaś w 1982 został wybrany na jej pierwszego proboszcza zastępując na tym stanowisku ojca.
Od 1982 był członkiem zarządu Bratniej Pomocy im. Gustawa Adolfa, w 1996 został jej prezesem. Rok wcześniej został wybrany na Prezesa Synodu Kościoła Ewangelicko-Augsburskiego w Polsce.
Zmarł po długiej chorobie 29 marca 1998 w Sosnowcu. Odznaczony pośmiertnie przez Prezydenta Rzeczypospolitej Polskiej Krzyżem Oficerskim Orderu Odrodzenia Polski.